# Austin Hall (Schriftsteller)
Austin Javen Hall (geboren am 27. Juli 1880 in Santa Clara, Kalifornien; gestorben am 29. Juli 1933 in San Jose, Kalifornien) war ein amerikanischer Western-, Science-Fiction- und Fantasy-Autor.

## Leben
Hall war der Sohn von J. S. Hall, einem Schmied. Seine Mutter hieß Isabelle oder Belle. Um 1900 lebte er mit seiner Mutter und seinem Stiefvater in Brecksville, Ohio. Nach dem Besuch der Lincoln High School in Cleveland studierte Hall an der Ohio Northern University in Ada, an der Ohio State University in Columbus und an der University of California, Berkeley. Nach seinem Studium arbeitete er als Journalist und Elektriker, um  schließlich im Westen eine Zeitlang als Minenarbeiter und Farmarbeiter zu leben. 1910 war Hall verheiratet, hatte einen Sohn und lebte bei Soquel in Kalifornien.
Der Anfang seiner Laufbahn als Schriftsteller war die Aufforderung eines der Cowboys der Ranch, wo Hall arbeitete, doch eine halbfertige Geschichte fertig zu schreiben, was er tat. Die Story wurde eingesandt, angenommen und erschien im Oktober 1916 unter dem Titel Almost Immortal in All-Story Weekly, einem der Munsey-Magazine.
Hall behauptete, über 600 Geschichten geschrieben zu haben, hauptsächlich Western, die in den 1920er Jahren in den Pulp-Magazinen der Zeit erschienen. Für seine Western- und Frontier-Storys verwendete er auch die Pseudonyme Andrew A. Griffin, Bucky McKenna und Roy Ford.
Bekannt ist er heute allerdings nur durch seine Science-Fiction und seine Weird Fiction, umfassend vier seinerzeit in Fortsetzungen erschienene Romane und drei Kurzgeschichten. Dieses relativ schmale Werk wurde allerdings immer wieder aufgelegt bzw. in Anthologien nachgedruckt.
Sein bekanntestes Werk ist der Roman The Blind Spot, den er in Kollaboration mit Homer Eon Flint schrieb und der 1921 in sechs Fortsetzungen in Argosy erschien. Darin geht es um ein Tor zu einer Parallelwelt, das in einer Wohnung in San Francisco entdeckt wird. Ein Bewohner aus dieser Welt entführt einen Wissenschaftler, ein Rettungstrupp folgt ihm in die Parallelwelt, zuletzt gelingt es, das Tor zu schließen und die Welt vor weiteren Eindringlingen zu schützen. Der Roman, der eher in den Bereich der Fantasy oder der Weird Fiction gehört, gilt trotz literarischer Mängel als Klassiker der Parallelwelt-Geschichte.
1932 veröffentlichte er eine Fortsetzung unter dem Titel The Spot of Life, in dem das Tor von den Bewohnern der anderen Welt wieder geöffnet wird mit dem Ziel einer Invasion. Die Fortsetzung spielt eine Generation nach The Blind Spot und der Held und Retter der Welt ist der Sohn des Protagonisten des ersten Romans. Hall schrieb die Fortsetzung allein, da Flint 1924 unter mysteriösen Umständen verunglückt war.
Die Fortsetzung war Halls letzte Arbeit. Im nächsten Jahr starb er mit knapp 53 Jahren.

## Bibliographie
Romane
- Into the Infinite (1919)
- The Blind Spot (1921, mit Homer Eon Flint, Buchausgabe 1940, 1951)
- The People of the Comet (1923, Buchausgabe 1948)
- The Spot of Life (Fortsetzung von The Blind Spot, 1932, Buchausgabe 1941, 1964)

SF- & Fantasy-Kurzgeschichten
- Almost Immortal (1916)
- The Rebel Soul (1917)
- The Man Who Saved the Earth (1919)

Western-Kurzgeschichten
- Some Dog (Rex, the Sheep Dog, 1924)
- Guardian of the Wild (1924)
- The Cunning of Rex (Rex, the Sheep Dog, 1924)
- Little Silver (1925)
- Shepherd of the Snows (Rex, the Sheep Dog, 1925)
- Silvertip and Cottontails (Silvertip, 1925)
- A Problem for Rex (Rex, the Sheep Dog, 1925)
- Silvertip Settles It (Silvertip, 1925)
- From Under the Bear (Silvertip, 1925)
- One Good Watchdog (1925)
- The Long Riders’ Last Ride (1925)
- Silvertip (Silvertip, 1925)
- Silvertip—Beast of Burden (Silvertip, 1925)
- The Lost Flock (1925)
- Hot Work for Rex (Rex, the Sheep Dog, 1925)
- A Magnet for Bandits (1925)
- Trapping the Trapper (1926)
- Good Old Rex (Rex, the Sheep Dog, 1926)
- Silvertip and the Bug Hunter (Silvertip, 1926)
- Rex Acts as Judge (Rex, the Sheep Dog, 1926)
- Silvertip and the Bandits (Silvertip, 1926)
- Chips—Beaver King (1926)
- Better ’n Bullets (1926)
- A Bear’s Catch (1926)
- The Bridge Across the Canyon (1926)
- Blue Bell of the Sagebrush (1926)
- Scar Face the Grizzly (1926)
- A Thoroughbred Thief (1926)
- Silvertip Ducks Three (Silvertip, 1926)
- The Rustling of Rex (Rex, the Sheep Dog, 1926)
- Trust a Mule for That (1926)
- Honey for Silvertip (Silvertip, 1926)
- Trapping the Wrong Bear (1926)
- Balked in Burning Basins (1926)
- Death Valley’s Ghost (1926)
- Too Much Bear (1926)
- The Wisdom of Rex (Rex, the Sheep Dog, 1926)
- The Pony and the Bandit (1926)
- By His Teeth (1927)
- Too Much Powder (1927)
- Greenbacks of Gold (1927)
- The Bear Takes the Cats (1927)
- With Tooth and Claw (1927)
- Slaves to the Wolf (1927)
- Rolling Stone (1927)
- Very Wild Honey (1927)
- Ze Worl’ Champeen (1927)
- Tricky Boots (1927)
- Backfired (1927)
- The Code of the Colters (1927, als Andrew A. Griffin)
- King of the Bucks (1927, als Andrew A. Griffin)
- Mountains o’ Gold (1927)
- Dog Fear (1927)
- The Treasure of Silver Streak (1927, als Andrew A. Griffin)
- The Killing Tree (1927)
- Hold-up Dog (1927)
- The Ghost of the Stampede (1927, als Bucky McKenna)
- Water! Water! (1927)
- On Account of the Bear (1927)
- The Son of a Gun (1927)
- Bear Bounty (1927)
- A Bighorn’s Way (1927, als Roy Ford)
- Old Timberline (1927, als Roy Ford)
- Tobaccy for Bears (1928)
- Grizzly Music (1928, als Roy Ford)
- Pigeons in the Jail (1928)
- The Seven-Haired Dog (1928)
- The Holdup Twins (1928)
- Silvertip’s Nose Knew (Silvertip, 1928)
- Silver Bait (1928)
- Tongue-Tied Bandits (1928)
- Brains and Bandits (1928)
- Nick Carter Shows the Way (1928)
- Up to His Neck (1928)
- Raining Bears (1928)
- Any Old Dog Will Do (1928)
- The Talking Dog (1928)
- Old Black Sin (1928)
- The Silver Pony (1928)
- A Dog of the Snows (1928)
- Quarter Dog (1928, als Roy Ford)
- Haywire Hits the Hay (1928)
- A Dog’s Dream (1928)
- The Fire Whip (1928)
- A Bear Finish (1928)
- Spiked Jaws (1928)
- Single-Footed (1928)
- A True Shepherd (1929)
- Some Sheep Shy (1929)
- Riders Adrift (1929)
- The Gold Mine in the Sky (1929)
- Wagon-Trapped (1929)